# Stockholms kammarkör
Stockholms Kammarkör (SKK) är en fristående, blandad kör med ca 30 medlemmar som bildades 1981. Sedan 2022 är Jakob Grubbström körens dirigent och konstnärlige ledare. Repertoaren är blandad, både sakral och profan, och omfattar både stora verk för kör och orkester, äldre och nutida a cappella-verk, samt svensk körlyrik. Under åren har kören turnerat till Kanada, Ryssland, Italien och Frankrike.
Stockholms Kammarkör framträder regelbundet i Stockholmsområdet och kören har sedan många år ett samarbete med Ulriksdals Slottsteater Confidencen, dels på Valborgsmässoafton, då operasångerskan Kjerstin Dellert också medverkar, dels vid ytterligare en konsert under året. Ur senaste årens produktioner kan nämnas uppförande av Bachs Johannespassion, konserter i Wien och på Sound of Stockholm på Kulturhuset, Carmina Burana på Folkoperan/Globen, Konserthusets Julkonserter, medverkan i Stockholms Kulturnatt, Missa Brevis och Chichester Psalms av Leonard Bernstein i Stockholm och Gävle i oktober och Händels Messias.

## Dirigenter
- 1981 - 2001 Anders-Per Jonsson
- 2002 - 2009 Christoffer Holgersson
- 2009 - 2010 Maria Goundorina
- 2010 - 2012 Jerica Gregorc Bukovec
- 2012 - Florian Benfer